# Marsing
Marsing – miasto w Stanach Zjednoczonych, w stanie Idaho, w hrabstwie Owyhee.